# Einschwieliger Zungenstendel
Der Einschwielige Zungenstendel (Serapias lingua) ist eine Pflanzenart aus der Gattung der Zungenstendel (Serapias) innerhalb der Familie der Orchideen (Orchidaceae).

## Beschreibung
Der Einschwielige Zungenstendel ist eine ausdauernde Pflanze, welche eine sitzende sowie zwei unterirdische, langgestielte Knollen aufweist. Der Stängel ist 10 bis 35 Zentimeter hoch und besitzt vier bis acht schmal lanzettliche Blätter.
Der lockere Blütenstand besteht aus weniger als acht Blüten. Die Kelchblätter sind graulila, spitz und zusammengeneigt. Die Lippe ist 22 bis 29 Millimeter lang und quer zweigeteilt. An ihrem Ansatz befindet sich eine auffällige purpurne Schwiele. Der Vorderabschnitt ist 18 Millimeter lang, 12 Millimeter breit, rosalila bis gelblich oder weißlich gefärbt, zungenförmig und schwach behaart. Der Hinterabschnitt ist versteckt und besitzt purpurne Seitenlappen.
Die Blütezeit reicht von März bis Juni.

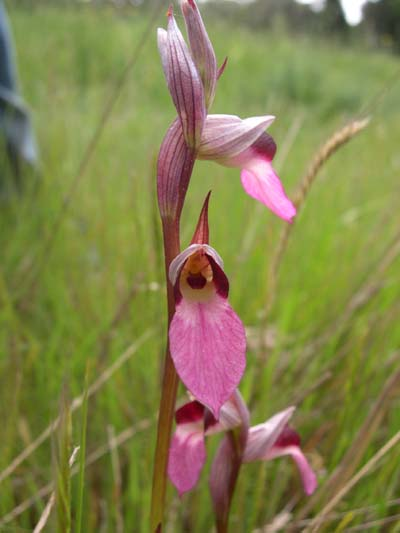
Einschwieliger Zungenstendel (Serapias lingua)

## Vorkommen
Der Einschwielige Zungenstendel kommt vom Mittelmeerraum bis Westfrankreich vor. Die Art wächst in Wäldern, Garrigues und Magerrasen.

## Taxonomie und Systematik
Der Einschwielige Zungenstendel wurde 1753 von Carl von Linné in Species Plantarum Band 2, Seite 950 als Serapias lingua erstbeschrieben.
Man kann mehrere Unterarten unterscheiden:
- Echter Zungenstendel (Serapias lingua subsp. lingua): Er kommt im Mittelmeerraum in Portugal, Spanien, auf den Balearen, in Nordafrika, in Frankreich, Korsika, Sardinien, Italien, Sizilien, Dalmatien, Albanien, Griechenland und Kreta, in der Ägäis und in der Türkei vor.[1] Er gedeiht in Höhenlagen zwischen 0 und 1500 Metern Meereshöhe.[2]
- Schmalkronblättriger Zungenstendel (Serapias lingua subsp. stenopetala (Maire & T.Stephenson) Maire & Weiller, Syn.: Serapias lingua var. stenopetala (Maire & T.Stephenson) Maire): Er ist ein Endemit des nordöstlichen Algerien und kommt in lichten Korkeichenwäldern und feuchten Wiesen in Höhenlagen zwischen 0 und 100 Metern Meereshöhe vor.[2]
- Tunesischer Zungenstendel (Serapias lingua subsp. tunetana B.Baumann & H.Baumann): Er kommt in Tunesien in Höhenlagen zwischen 0 und 100 Metern Meereshöhe vor.[2]

## Belege
- Ehrentraud Bayer, Karl Peter Buttler, Xaver Finkenzeller, Jürke Grau: Pflanzen des Mittelmeerraums (= Steinbachs Naturführer. Band 17). Mosaik, München 1987, ISBN 3-570-01347-2, S. 272.